# Jesuíno Brilhante
Jesuíno Alves de Melo Calado (Patu, 1844 – Belém do Brejo do Cruz, 21 de novembro de 1879) foi um cangaceiro brasileiro. É considerado o precursor do cangaço no nordeste brasileiro.

## Biografia

### Origem
Também chamado de "Jesuíno Brilhante" ou "O Cangaceiro Romântico", nasceu de uma família da aristocracia rural sertaneja, no sítio Tuiuiú, região da cidade de Patu, e virou bandoleiro em 1871 pelo fato de seu irmão ter apanhado no meio da rua de sua cidade natal e pelo roubo de uma cabra que lhe pertencia.
Diferente da filosofia dos cangaceiros do século XX, que roubavam e pilhavam, Jesuíno Brilhante foi considerado um cangaceiro gentil-homem, um tipo de Robin Hood, pois adorava e era adorado pela população pobre e sempre os ajudavam em questões financeiras e sociais, como subtrair dos coronéis o que era dos nordestinos, quando saqueava os comboios de alimentos que eram enviados pelo governo, para as vítimas das secas, mas que ficavam nas mãos dos poderosos e nunca chegavam à população. Além disto, também era defensor dos fracos, das crianças agredidas, dos velhos e das moças ultrajadas. Entre 1871 e 1879, o cangaceiro romântico implantou um “Estado Paralelo” nos sertões brasileiros.

### Morte
O desfecho final de Jesuíno de Melo Calado foi numa emboscada em uma área rural da cidade de Belém do Brejo do Cruz, Paraíba, quando levou dois tiros e morreu pouco depois em novembro de 1879.
Seus restos mortais estão desaparecidos, pois, após a sua morte, seu corpo foi levado pelo médico Francisco Pinheiro de Almeida para exposição no Colégio Diocesano de Mossoró por longos anos e, na sequência, fez parte do acervo museológico do alienista Juliano Moreira, no Rio de Janeiro, que por fim, removeu do acervo sem dar paradeiro do destino final.
Atualmente, a memória de Jesuíno Brilhante permanece viva na literatura nacional, nas artes, cinemas e novelas. Trata-se de uma figura que é descrita como um bandido por alguns, e por outros como um herói justiceiro do/no sertão. A história o marcará para sempre.